# Metabalta efformata
Metabalta efformata is een hooiwagen uit de familie Gonyleptidae.